# Tristan Rémy
Tristan Rémy (Blérancourt, 24 de gener de 1897 - Mériel, 23 de novembre del 1977) va ser un estudiós francès que ha contribuït en gran manera a fixar la historiografia del circ francès i europeu, sobretot en l'especialitat de pallassos.

## Trajectòria
Considerat un dels exponents de la literatura proletària francesa dels anys trenta del segle XX amb títols com Porte Glignancourt (1928) i Faubourg Saint-Antoine (Prix Populiste 1936), se'l coneix sobretot per la posterior i fecunda activitat com a historiador circense.
Autor de nombrosos articles, reportatges, cròniques, assajos, biografies, estudis, narracions i conferències sobre circ, va editar la revista Cirque, va ser cronista titular de circ i music-hall a L'Humanité i va col·laborar a la revista Monde, entre molts altres mitjans. Va fundar la Union des Historiens du Cirque (que va presidir el 1958) i va ser vicepresident de l'Association de la Presse du Cirque et du Music-hall. Va assessorar Federico Fellini en la preparació del film I Clowns (1970), en algunes seqüències del qual apareix personalment.
La monografia Les clowns (1945), de magnitud només comparable a L'acrobatie et les Acrobates de Georges Strehly (1903), és una eina clau per entendre l'origen i l'evolució de la comicitat de la pista. En el volum Entrées clownesques (1962), Rémy reprodueix seixanta de les cent cinquanta entrades de pallasso recollides, moltes en directe, al llarg de la seva trajectòria, i contribueix així a perpetuar un repertori escènic que en part té les arrels a la Commedia dell'arte.
Tristan Rémy ha estat un model seguit per estudiosos circenses com els catalans Sebastià Gasch, Jordi Elias i Campins i Josep Vinyes i Sabatés, el menorquí Alfredo Marqueríe o el francès Pierre Robert Levy.

## Publicacions
- Les Clowns. París, Grasset, 1945 (hi ha una reedició del 2002, del mateix editor).[1]
- Petite histoire du cirque. Gant (Bèlgica), De Vlam, 1950.[1]
- Le Cirque Bonaventure (roman d'un cirque). Editions de la Paix, 1952.[1]
- Jean-Gaspard Deburau (amb prefaci de Jean-Louis Barrault). París, L’Arche, 1954.[1]
- Le cirque et ses étoiles. Brussel·les, Artis, 1955.[1]
- Le Cirque de Moscou. París, Editions Cercle D'art, 1956.[1]
- Essai d'une classification décimale des acrobaties espectaculaires. París, Tristan Rémy, 1961.[1]
- Entrées clownesques. París, L’Arche, 1962 (reeditat el 1997 per L’Arche).[1]
- George Wague, le mime de la Belle Époque. París, Georges Girard, 1964.[1]
- Maïss, funambule et clown.[1]
- Un gentilhome de cirque: Léon Reiffert.[1]